# Exoudun
Exoudun è un comune francese di 558 abitanti situato nel dipartimento delle Deux-Sèvres nella regione della Nuova Aquitania. Durante il Medioevo, la signoria di Exoudun fu detenuta in successione da diverse famiglie nobili, tra cui i Lusignano. Il titolo di signore di Exoudun era: Seigneur d′Exoudun.

## Società

### Evoluzione demografica
Abitanti censiti